# Masaki Tsuji
Pour les articles homonymes, voir Masaki (homonymie).
Masaki Tsuji (辻 真先, Tsuji Masaki, né le 23 mars 1932 à Nagoya) est un scénariste japonais de séries télévisées (dont de nombreux anime) et films ainsi que de romans policiers. Tsuji est le plus actif dans ces domaines des années 1960 aux années 1980, et a travaillé comme scénariste sur plusieurs séries d'anime télévisées populaires pour Mushi Production, Toei Animation et Tokyo Movie Shinsha.
Parmi les nombreuses séries populaires et les films pour lesquels Tsuji a travaillé comme scénariste figurent les adaptations anime d'Astro Boy d'Osamu Tezuka, Le Roi Léo, Princesse Saphir, et Unico, Devilman de Go Nagai, Cutie Honey et Dororon Enma-kun, et The Star of Cottonland de Yumiko Ōshima.  
D'autres séries anime populaires qui créditent Masaki Tsuji en tant que scénariste comprennent Kyojin no Hoshi, Les Aventures de Pepero (en), Les Attaquantes, Dr Slump, Honey Honey, Majokko Megu-chan (en), Sabu to Ichi Torimono Hikae, Captain Future, Umi no Triton, Gegege no Kitaro, Ikkyu-san, Himitsu no Akko-chan, Sally la petite sorcière et Urusei Yatsura.
Le 24 septembre 2008, Tsuji remporte un prix spécial à la 13e Animation Kobe pour son travail d'écriture.
Plus récemment, Tsuji a écrit les scénarios de plusieurs épisodes de Détective Conan en 2010 et 2011.